# Ibanez Talman
 La serie de guitarras Ibanez Talman consta de varios modelos eléctricos y acústicos. Introducida en 1994, la producción inicial de los modelos de guitarra eléctrica terminó en 1998. Unos años después, en 2003, apareció un grupo de guitarras acústicas y electroacústicas con esa misma denominación. Además de los modelos de guitarra eléctrica Noodles Signature, Ibanez presentó una nueva línea de modelos de guitarra eléctrica Talman en noviembre de 2015, incluidas las versiones Standard y Prestige.

## Modelos

### Modelos eléctricos

#### Serie TC
- TC530 (Producido en 1994)
- TC620 (Producido entre 1995–1996)
- TC630 (Producido entre 1995–1997)
- TC730 (Producido en 1996)
- TC820 (Producido en 1996)
- TC830 (Producido en 1996)
- TC420 (Producido entre 1995-1998)
- TC740 (Producido entre 1997–1998)
- TC825 (Producido entre 1997-1998)
- TC220 (Producido en 1998)
- TC720 (Producido en 1998)

#### Serie TV
- TV650 (Producido en 1994)
- TV750 (producido en 1994)
- TV550 (producido en 1995)

#### Modelos Signature
- PGM900 (modelo signature de Paul Gilbert)
- NDM1, NDM2, NDM3 y NDM4 (modelos exclusivos de Noodles)
- YY10 (modelo signature de Yvette Young)

### Modelos acústicos
Esta serie todavía está en producción hoy. [¿cuándo?] 
- TCY20VV
- TCY20TRS
- TCY15ERD
- TCY10ETBS
- TCY10EBK
- TCM50VBS
- TCY740: una variante de configuración popular. Cuerpo de caoba; tuerca y montura en ivorex 2; marco X; preamplificador Fishman Sonicore. Dos modelos: el primero con un número que termina en 1201 y un segundo que termina en 1202. Para el modelo que termina en 1202, se han fabricado al menos 834 unidades en China. 2014 año final.

## Artistas
Los artistas conocidos que interpretan a una Ibanez Talman son: 
- Tom Morello (Rage Against the Machine) posee una Ibanez Talman personalizada con un acabado de la bandera de Kenia[2] y una blanca con 2 humbuckers.
- Noodles (The Offspring) tiene cuatro modelos exclusivos de Talman; NDM1,[3] NDM2[4] NDM3 y NDM4
- David Williams (Michael Jackson) posee una Ibanez Talman.
- Aron Garceau (Prydein (banda) ) toca Talmans eléctricas exclusivamente, principalmente una Blue Sparkle TC825, una Metallic Avocado TC620 y una Black TC420.[5]
- Stefan Jacques de la banda holandesa de psycho-rock Misery Kids toca una TV650.
- Se puede ver a Will Salazar (Fenix TX) interpretando una Talman en su video musical para "All My Fault".
- Rene van Lien de la banda de ruido holandesa Feverdream / Neon Rainbows reproduce una TC530 marrón chocolate.
- Thurston Moore y Kim Gordon (Sonic Youth), compradas después del robo de equipo en julio de 1999, todavía utilizadas ocasionalmente por Kim.[6]
- Jeff Buckley poseía una Talman TC620 que reemplazó la famosa tele "toploader" Fender Telecaster 1983 prestada de un amigo[7]
- Bob 2 (anteriormente de Devo) interpretó una Talman verde y rojo desde la década de 1990 hasta su muerte en 2014.
- Yvette Young con su serie signature YY10 en color Slime Green Sparkle.